# Automolis hebenoides
Automolis hebenoides là một loài bướm đêm thuộc phân họ Arctiinae, họ Erebidae.